# Turac de Guinea
El turac de Guinea (Tauraco persa) és una espècie d'ocell de la família dels musofàgids (Musophagidae) que habita boscos i sabanes d'Àfrica Occidental i Central, des del Senegal i Gàmbia cap a l'est fins a la República Centreafricana i cap al sud fins a l'extrem nord-oest d'Angola.